# 부산 중구의 향토문화유산
부산 중구의 향토문화유산은 다음 각 호의 어느 하나에 해당하는 것을 말한다.
1. 「문화재보호법」 및 「부산광역시 문화재 보호 조례」에 따라 문화재로 지정되지 아니한 것으로서 우리구의 역사적, 예술적, 학술적, 기술적, 경관적 가치가 있는 것과 이에 준하는 유·무형의 자료
2. 향토문화재로서 보존가치가 있을 것으로 기대되는 유산
3. 향토문화, 토속, 풍속 등을 연구하는데 필요한 자료

## 참고 문헌
- 부산 중구 홈페이지 - 고시/공고